# Abduh as-Sajjid al-Barbari
Abduh as-Sajjid al-Barbari (arab. عبده السيد البربري; ur. 5 listopada 1977)  – egipski zapaśnik walczący w stylu klasycznym. Złoty medalista igrzysk afrykańskich w 1999. Mistrz Afryki w 2000 i 2002. Piąty na igrzyskach śródziemnomorskich w 2001. Triumfator igrzysk panarabskich w 1999. Mistrz arabski w 2001 i 2002. Szósty w Pucharze Świata w 2002 roku.